# Campeonato Paraguaio de Futebol de 1914
O Campeonato Paraguaio de Futebol de 1914 foi o oitavo torneio desta competição. Recebeu o nome de "Copa El Diario", referente a um jornal local.Participaram seis equipes. Na época ainda existia a liga dissidente (Copa Centenário), que corria em paralelo.
| Equipe             | Cidade   | Departamento     | No ano anterior                                                      | Estádio | Capacidade | Títulos        | Participações |
| ------------------ | -------- | ---------------- | -------------------------------------------------------------------- | ------- | ---------- | -------------- | ------------- |
| Club River Plate   | Assunção | Distrito Capital | Campeão do Campeonato Paraguaio de Futebol de 1913 - Segunda Divisão | --      | --         | 0 (não possui) | 1             |
| Club Cerro Porteño | Assunção | Distrito Capital | Campeão                                                              | --      | --         | 1 (1913)       | 2             |
| Club Guaraní       | Assunção | Distrito Capital | Quinto Lugar                                                         | --      | --         | 2 (1906,1907 ) | 7             |
| Club Nacional      | Assunção | Distrito Capital | Terceiro Lugar                                                       | --      | --         | 2 (1909, 1911) | 8             |
| Club Olimpia       | Assunção | Distrito Capital | Quarto Lugar                                                         | --      | --         | 1 (1912)       | 8             |
| Sol de América     | Assunção | Distrito Capital | Segundo Lugar                                                        | --      | --         | 0 (não possui) | 3             |

## Premiação
| Campeonato Paraguaio 1914 Primeira Divisão |
| Assunção                                   |
| ------------------------------------------ |
| Club Olímpia Campeão (2º título)           |